# Vendredi 13 (film, 1980)
Cet article concerne le film original de 1980. Pour le remake de 2009, voir Vendredi 13 (film, 2009). Pour les articles homonymes, voir Vendredi 13 (homonymie).
Série Vendredi 13
Le Tueur du vendredi
(1981)
Pour plus de détails, voir Fiche technique et Distribution.
Vendredi 13 (Friday the 13th) est un film d'horreur américain de Sean S. Cunningham sorti en 1980. Il constitue le premier opus de la saga Vendredi 13.
Le film débute le samedi 13 juillet 1957. Un jeune garçon nommé Jason Voorhees meurt noyé au camp de Crystal Lake. L'année suivante, deux moniteurs sont également tués. À la suite de ces événements, le camp reste abandonné. En 1979, Steve Christy décide de le rouvrir un mercredi 13 juin, jour anniversaire des décès survenus vingt et un an auparavant. Lors de la préparation du camp pour l'été, les moniteurs employés par Christy commencent à disparaître les uns après les autres pendant la nuit. En effet, le même tueur qui a sévi en 1958 est de retour pour une justice sanglante.
Le film, inspiré par le succès de La Nuit des masques, fut réalisé pour un budget d'environ 550 000 USD. Distribué par Paramount Pictures aux États-Unis et au Canada et Warner Bros. dans le reste du monde, Vendredi 13 fut éreinté par la critique, mais rapporta 39,7 millions de dollars au box office américain, devenant l'un des films les plus rentables dans l'histoire du cinéma. Il connut de nombreuses suites, un crossover et un remake en 2009.

## Synopsis
Le film commence en 1958 avec deux moniteurs du camp Crystal Lake, Barry et Claudette, qui sont assassinés par un assaillant invisible dans une cabane après avoir eu des relations sexuelles.
Vingt et un ans plus tard, le mercredi 13 juin 1979, le camp est rouvert. Annie, l'une parmi les nouveaux moniteurs, fait de l'auto-stop pour aller à Crystal Lake. Elle est avertie par le fou du village, Ralph, que le camp est maudit. Elle est amenée par un chauffeur de camion sympathique, Enos, qui la met également en garde en lui contant la mort par noyade en 1957 d'un garçon, des feux de forêt, de l'empoisonnement de l'eau du lac et des meurtres en 1958. Enos dépose Annie près du camp où elle remonte bientôt à côté d'un chauffeur invisible et muet. Comme celui-ci prend de la vitesse depuis l'entrée au camp, Annie finit par paniquer et saute du véhicule en marche, fuyant dans les bois.
Plusieurs autres moniteurs ont été embauchés pour aider Steve Christy à rénover le camp, y compris Alice, le responsable Bill, Marcie, Jack, Brenda et Ned. Ils commencent la remise à neuf tandis que Steve va s'approvisionner en ville. Pendant ce temps, Annie est toujours en fuite avec son poursuivant dans les bois. Elle trébuche sur une racine et, en levant les yeux, elle voit son poursuivant qui sort un couteau. Terrifiée, Annie recule contre un arbre et implore son agresseur qui lui tranche la gorge.
De retour au camp, Ned suit un personnage vêtu d'un ciré noir et disparaît dans la cabane... où il est assassiné. Un orage force Jack et Marcie à se réfugier dans une cabane où ils ont des relations sexuelles, ne sachant pas que le cadavre de Ned repose sur la couchette supérieure. Marcie quitte ensuite la cabane, tandis que Jack reste et fume une cigarette. Un personnage invisible lui saisit brusquement la tête et lui transperce la gorge avec une flèche, sous le lit. Dans la salle de bains, Marcie entend des pas et pense que Jack lui fait une blague. Quand elle cherche dans les cabines de douche, on lève une hache derrière elle. Elle se retourne et hurle de terreur. La hache s'abat et la frappe à la tête, la tuant.
Pendant ce temps, Steve demeure coincé dans la boue et est reconduit au camp par un officier de police. À l'arrivée au camp, Steve voit l'ombre d'une figure invisible qu'il approche. L'image est brusquement coupée alors qu'il se prend un coup à l'estomac.
Bill et Brenda ont fini de faire une partie de Monopoly. Brenda retourne à sa cabine quand elle entend la voix d'un enfant criant au secours. Elle se dirige devant les cibles pour le tir à l'arc quand toutes les lumières s'allument soudainement. Le cri de Brenda est entendu par Alice et Bill. Après avoir découvert que les lignes téléphoniques ont été coupées et que le camion de Ned ne démarre pas, Bill décide de vérifier le générateur. Alice reste inquiète tandis qu'il ne revient pas. En allant le chercher, elle découvre son cadavre cloué à une porte avec des flèches et s'enfuit dans la cabane. Se sachant seule avec le meurtrier, elle se barricade, mais le corps de Brenda est jeté par la fenêtre, ce qui l'oblige à courir à l'extérieur où elle rencontre une femme d'âge mûr qui s'identifie comme étant Mme Voorhees. Alice, au désespoir, lui raconte les meurtres et l'amène voir un cadavre, devant lequel Mme Voorhees reste d'abord interdite. Elle conte à Alice l'histoire de son fils, Jason, qui s'était noyé dans le lac du camp des années auparavant. Blâmant les moniteurs du camp qui ne l'ont pas surveillé, elle charge Alice avec un couteau de chasse, prenant une voix qui n'est pas la sienne. Alice se rend compte que Mme Voorhees n'est autre que la responsable de toute cette tuerie.
Une course poursuite s'ensuit dans laquelle Alice tente plusieurs fois de maîtriser Mme Voorhees et trouve les cadavres de Steve et d'Annie. Elle croit tuer son adversaire schizophrène mais ne fait que l'assommer. Finalement, les deux femmes s'affrontent près de la rive du lac où Alice décapite Mme Voorhees avec sa propre machette. Alice monte alors dans un canot et quitte le camp par le lac.
Le lendemain matin, Alice se réveille pour trouver des agents de police sur le rivage. Alors qu'Alice continue à flotter dans le canot, le cadavre décomposé de Jason bondit à la surface et l'attire sous l'eau. Alice se réveille à l'hôpital, la scène avec Jason ayant été un cauchemar. Alice pose des questions à son sujet, mais lorsque l'agent explique qu'aucun enfant n'a été trouvé dans le camp, elle répond : « Alors, il est encore là… ».

## Fiche technique
- Titre original : Friday the 13th
- Titre français : Vendredi 13
- Réalisation : Sean S. Cunningham
- Scénario : Victor Miller (en)
- Décors : Virginia Field
- Maquillages : Tom Savini
- Photographie : Barry Abrams
- Montage : Bill Freda
- Musique : Harry Manfredini
- Production : Sean S. Cunningham
  - Production exécutive : Alvin Geiler
- Sociétés de production : Georgetown Production et Sean S. Cunningham Films
- Sociétés de distribution : Paramount Pictures, Warner Bros
- Budget : 550 000 USD
- Pays : États-Unis
- Langue : anglais
- Format : Couleurs - 35 mm - 1,85:1 - Son mono
- Genre : horreur, slasher
- Durée : 95 minutes
- Dates de sortie :
  - États-Unis : 9 mai 1980
  - France : 11 février 1981
- Classification : Interdit aux moins de 16 ans lors de sa sortie en France.

## Distribution
- Betsy Palmer (VF : Paule Emanuele) : Pamela Voorhees
- Adrienne King (VF : Sylvie Feit) : Alice Hardy
- Jeannine Taylor (VF : Nathalie Schmidt) : Marcie Stanler Cunningham
- Robbi Morgan (VF : Maïk Darah) : Annie Phillips
- Kevin Bacon : Jack Marand Burrell
- Harry Crosby (VF : Éric Legrand) : Bill Brown
- Laurie Bartram (VF : Emmanuelle Bondeville) : Brenda Jones
- Mark Nelson (VF : Frédéric Révérend) : Ned Rubinstein
- Peter Brouwer (VF : Jean-François Poron) : Steve Christy
- Rex Everhart : Enos, le conducteur du camion
- Walt Gorney : Ralph, le fou du village
- Ronn Carroll (VF : Georges Aubert) : sergent Tierney
- Ron Millkie (VF : Michel Derain) : officier Dorf
- Willie Adams : Barry Jackson
- Debra S. Hayes : Claudette Hayes
- Dorothy Kobs (VF : Maryse Meryl) : Trudy, la patronne du bar
- Sally Anne Golden (VF : Paula Dehelly) : Sandy, la serveuse du restoroute
- Ken L. Parker (VF : Jacques Thébault) : Le docteur
- Ari Lehman : Jason Voorhees (Jackie en VF)

## Production

### Développement
Vendredi 13 a été produit et réalisé par Sean S. Cunningham, qui avait déjà travaillé avec Wes Craven sur La Dernière Maison sur la gauche. Inspiré par La Nuit des masques de John Carpenter et les films de Mario Bava (plus particulièrement La Baie sanglante), Cunningham a voulu réaliser un film délibérément choquant visuellement pour « faire sursauter le spectateur ».
À la base du projet, les créateurs du film  commencèrent par étudier l'impact commercial du titre Vendredi 13. Le premier traitement de scénario était originellement intitulé Longue nuit au camp de sang, mais Cunningham estima que changer de titre était nécessaire. Pour vérifier que le nouveau titre n'était soumis à aucun droit d'auteur, Cunningham fit appel à une agence de publicité à New York pour développer un logo composé de grandes lettres brisant un panneau de verre ; ce logo fut diffusé dans la presse professionnelle. Mis à part un certain Vendredi 13 : The Orphan sorti précédemment, Vendredi 13 s'avéra libre de droit.

### Scénario
Le script a été écrit par Victor Miller. Miller crée un tueur en série qui s'est avéré être la mère de quelqu'un, un assassin dont la seule motivation était son amour pour son enfant : « J'ai transformé la maternité et je crois que c'était très amusant. Mme Voorhees a été la mère que j'avais toujours voulue - une mère qui aurait tué pour ses enfants ».
Miller fut mécontent que d'autres réalisateurs décident de faire de Jason Voorhees un tueur dans les épisodes suivants : « Jason était mort depuis le début. C'était une victime, et non un méchant ». L'idée de l'apparition de Jason lors du coup de théâtre final figurait dans le script original ; elle avait été suggérée par le maquilleur Tom Savini.

### Casting
Basée à New York, une société de casting dirigé par Julie Hughes et Barry Moss a été embauché pour trouver huit jeunes acteurs/actrices qui joueront le rôle du personnel du camp de vacances. Cunningham ne cherchait pas de « grands acteurs » mais quiconque était sympathique et pouvait sembler être un conseiller de camp responsable. Les acteurs devaient bien paraître à l'écran et travailler à faible revenu. Moss et Hughes ont mis la main sur les quatre premiers acteurs, Kevin Bacon, Laurie Bartram, Peter Brouwer et Adrienne King, qui avaient déjà joué dans des feuilletons. Le rôle d'Alice avait été mis en place comme un projet de casting ouvert, c'était une cascade publicitaire utilisée pour attirer plus d'attention sur le film. King a obtenu une audition essentiellement car elle était l'amie de quelqu'un qui travaillait dans le bureau des chargés de casting et Cunningham a ensuite estimé qu'elle incarnerait parfaitement les caractères du personnage. Après les auditions, Moss se rappela que Cunningham avait déclaré avoir sauvé la meilleure actrice car lors de son audition, King a pu lui montrer qu'elle pourrait se comporter naturellement devant la caméra tout en jouant son rôle.
Avec Adrienne King dans le rôle de l'héroïne du film, Bartram a obtenu le rôle de Brenda et Kevin Bacon, Mark Nelson et Jeannine Taylor qui se connaissaient déjà avant le film ont respectivement interprétés les rôles de Jack, Ned et Marcie. Sachant qu'ils se connaissaient, Bacon et Nelson ont affirmé qu'ils possédaient déjà la chimie spécifique recherchée par le directeur de casting. Jeannine Taylor a également révélé la satisfaction de Moss et Hughes pour son jeu d'actrice. Aussi, lorsqu'ils lui ont proposé une audition, elle a estimé que quel que soit le rôle à jouer, ce serait « une bonne occasion ».
Ce premier opus a été le tout premier long-métrage de Nelson. Lorsqu'il passa sa première audition, il ne lui restait plus qu'à lire des scènes plutôt comiques pour coller à son personnage. Il a ensuite reçu un appel lui demandant de passer une seconde audition mais cette fois-ci, en maillot de bain ce qui poussa l'acteur à se demander si quelque chose ne tournait pas rond dans le film. Il ne réalisait pas complètement ce qui se passait jusqu'à ce qu'il obtienne le rôle et reçoive le script complet du film. Nelson avait révélé que c'était seulement après avoir décroché le rôle qu'ils lui ont donné le script complet et qu'il réalisa à cet instant à quel point ce film serait sanglant. Il pensait que l'humour de Ned était utilisé pour cacher un sentiment d'insécurité, en particulier autour de Brenda, qui, selon l'acteur, l'attirait. Il se souvient aussi que dans la première version du script, Ned était atteint de la polio et que ses jambes étaient déformées alors que le haut de son corps était musclé. On pense que Ned a donné naissance à la « victime du joker pratique » des films d'horreur. Selon David Grove, il n'y avait pas de personnages équivalent à Halloween de John Carpenter ou encore Black Christmas de Bob Clark. Il a servi de modèle pour les films slasher qui suivront après le film.
Le rôle de Bill a été octroyé à Harry Crosby, fils de Bing Crosby et le rôle d'Annie a été offert à Robbi Morgan par Julie Hughes, au bureau. Le lendemain, Morgan était sur le plateau et toutes ses scènes furent tournées en 24 heures.Rex Everhart qui devait initialement jouer le rôle d'Enos, le camionneur qui l'emmena jusqu'au croisement du camp n'a finalement pas tourné les scènes avec Annie. Il faut donc imaginer qu'elle a été emmenée au camp par un Enos imaginaire. Après avoir été exclus de la série Love of Life, Peter Brouwer est retourné dans le Connecticut pour chercher du travail. Apprenant que sa petite-amie travaillait en tant qu'assistant-réalisateur pour Vendredi 13, il posa des questions sur les ouvertures éventuelles. Au départ, l'annonce du casting pour le personnage de Steve Christy disait recherchée de grandes stars pour l'interpréter. Ce n'est que lorsque Sean Cunningham est venu donner un message à la petite-amie de Brouwer et l'a vu travailler dans le jardin qu'il a été embauché.
Le rôle de Pamela Voorhees avait d'abord été proposé à Estelle Parsons mais elle a finalement refusé le rôle. Son agent avait déclaré que le film était trop violent et ne savait pas quel genre d'actrice jouerait un tel rôle. Hughes et Moss ont ensuite envoyé une copie du script à Betsy Palmer, dans l'espoir qu'elle accepterait le rôle. Palmer ne comprenait pas pourquoi quelqu'un voudrait d'elle pour un rôle dans un film d'horreur étant donné qu'elle avait déjà joué dans Mister Roberts, The Angry Man et The Tin Star. Elle a finalement accepté le rôle afin de pouvoir s'acheter une nouvelle voiture même si elle pensait initialement que le film était « nul à chier ». Alors qu'on apprenait tout juste que l'assistant de Tom Savini, Taso Stavrakis était le Enos imaginaire qui a emmené Annie jusqu'au croisement, il a également remplacé Palmer afin de poursuivre et égorger sa passagère à travers les bois par Mme Voorhees, bien que le public n'aperçoit que paire de jambes lui courir après. Palmer venait d'arriver en ville lorsque ces scènes étaient sur le point d'êtres filmées. N'étant pas en forme physique pour assurer une poursuite dans les bois, Stavrakis endossa le rôle. La formation de Robbi Morgan en tant qu'acrobate, l'a énormément aidée à tourner dans ces scènes. Son personnage devant sauter d'une voiture en mouvement lorsqu'elle découvre que Mme Voorhees ne l'emmène pas jusqu'au camp. Betsy Palmer a ensuite révélé comment elle a développé le personnage de Mme Voorhees :
« Étant une actrice qui utilise la méthode Stanislavski, j'essaie toujours de trouver des détails sur mon personnage. Je me suis souvenu d'une bague de lycée qu'elle avait porté dans le script et à partir de là, j’ai retracé l'histoire de Pamela de mon époque au lycée au début des années 1940. Nous sommes donc en 1944, une période très conservatrice, et Pamela a un petit ami stable. Ils ont des relations sexuelles - ce qui est très grave bien sûr - et Pamela tombe bientôt enceinte de Jason. Le père s'en va et quand Pamela le dit à ses parents, ils le désavouent car ils ont horreur des bébés hors mariage. « Ce n'est pas quelque chose que les bonnes filles font ». Je pense qu'elle a pris Jason et l'a élevé du mieux qu'elle pouvait, mais il s'est avéré être un garçon très particulier. Elle a occupé de nombreux petits boulots, dont un comme cuisinier dans un camp d'été. Puis Jason se noie et tout son monde s'effondre. Que faisaient les conseillers au lieu de regarder Jason ? Ils avaient des relations sexuelles, ce qui explique pourquoi elle a eu des problèmes. À partir de ce moment-là, Pamela est devenue très psychotique et puritaine dans son attitude, car elle était déterminée à tuer tous les conseillers de camp immoraux. »
Cunningham voulait rendre le personnage de Pamela « terrifiant » et, à cette fin, il croyait qu'il était important que Palmer n'agisse pas à outrance. Il y avait aussi la crainte que les crédits passés de Palmer, en tant que personnage plus sain d'esprit, ne lui rendent difficile de croire qu'elle puisse être effrayante. Palmer a reçu 1 000 $  par jour pour ses dix jours de tournage.
Ari Lehman, qui avait précédemment auditionné pour Manny's Orphans et échouant à obtenir le rôle, était plus que déterminé à décrocher le rôle de Jason Voorhees. Selon Lehman, il a tout donné de façon très intense et Cunningham lui a révélé qu'il était parfait pour le rôle. En plus de la distribution principale, Walt Gorney est apparu sous le nom de « Ralph », le fou du village. Son personnage devait établir deux fonctions : préfigurer les événements à venir et insinuer qu'il pourrait être en réalité le meurtrier. Cunningham craignait d'inclure le personnage car il ne savait pas s'il atteindrait l'objectif de créer un nouveau suspect.

## Accueil critique
Le film reçoit globalement de mauvaises critiques. Le magazine Variety le qualifie par exemple de « film à petit budget dans le pire sens du terme ». Il est deux fois nommé aux premiers Razzie Awards, comme pire film et pire second rôle féminin pour Betsy Palmer (mais ne remporte aucune de ces deux « récompenses »). En revanche, auprès du public, il obtient un certain succès (600 000 entrées en France). Le film rapporte un peu moins de 40 millions de dollars sur le marché intérieur américain, se classant au 18e rang des films sortis en 1980. Les recettes à l'étranger s'élèvent par ailleurs à environ 20 millions de dollars. Il s'avère donc extrêmement rentable étant donné le faible coût de sa production.
Ce film va d’ailleurs  en inspirer d’autres, par exemple Massacre au camp d'été (1983), le plus notable restant Carnage, de Tony Maylam, qui a voulu surfer sur la vague engendrée par Vendredi 13 (avec encore Tom Savini aux effets spéciaux de maquillage).
Grâce à cette rentabilité, des suites vont être tournées, le film étant ainsi à l'origine de la saga Vendredi 13. En 2003, cette saga s'est étoffée d'un crossover avec la série Freddy Krueger intitulé Freddy contre Jason. En 2009 est sorti un remake du film original (ou plus exactement des 3 premiers films de la série), portant également le titre Vendredi 13.

### Box-office
| Pays                           | Box-office      | Nbre de sem. | Classement TLT | Date  |
| Box-office États-Unis / Canada | 59.754,601 $    | ? sem.       | ?e             | Total |
| Box-office France              | 603 008 entrées | ? sem.       |                | Total |

## Autour du film
- Sean S. Cunningham est également producteur des neuvième et dixième chapitres de la saga, Jason va en enfer et Jason X.
- Dans la version française du film, Jason est appelé Jackie. Pour les films suivants, il retrouve dans la VF son prénom original, Jason. Ce sera également le cas avec Michael Myers dans la saga Halloween : Il fut appelé Michel Meyer dans le premier volet alors qu'il reprendra son nom original dans les films suivants.
- Betsy Palmer accepta de jouer dans le film car elle connût, à cette époque, de gros soucis financiers. Elle avait besoin notamment de se racheter une nouvelle voiture.
- Kevin Bacon sera le seul des jeunes acteurs du film a poursuivre une carrière prometteuse (il se fera connaître quatre ans plus tard avec Footloose). Quant à Laurie Bartram, elle renoncera à sa carrière d'actrice peu après la sortie du film pour mener une vie de famille (elle aura alors cinq enfants). Elle décèdera en 2007 d'un cancer du pancréas, à l'âge de 49 ans.

## Dans la culture populaire
- Le rappeur Don Choa fait référence à ce film ainsi qu'à de nombreux autres films de genre thriller ou horreur dans sa chanson Dr. Hannibal sur l'album  Vapeurs Toxiques.